# Helicomyces bellus
Helicomyces bellus är en svampart som beskrevs av Morgan 1892. Helicomyces bellus ingår i släktet Helicomyces och familjen Tubeufiaceae.   Inga underarter finns listade i Catalogue of Life.